# Ballyshannon
Ballyshannon (irl. Béal Atha Seanaidh) – miasto w hrabstwie Donegal w Irlandii.

## Galeria

Ballyshannon
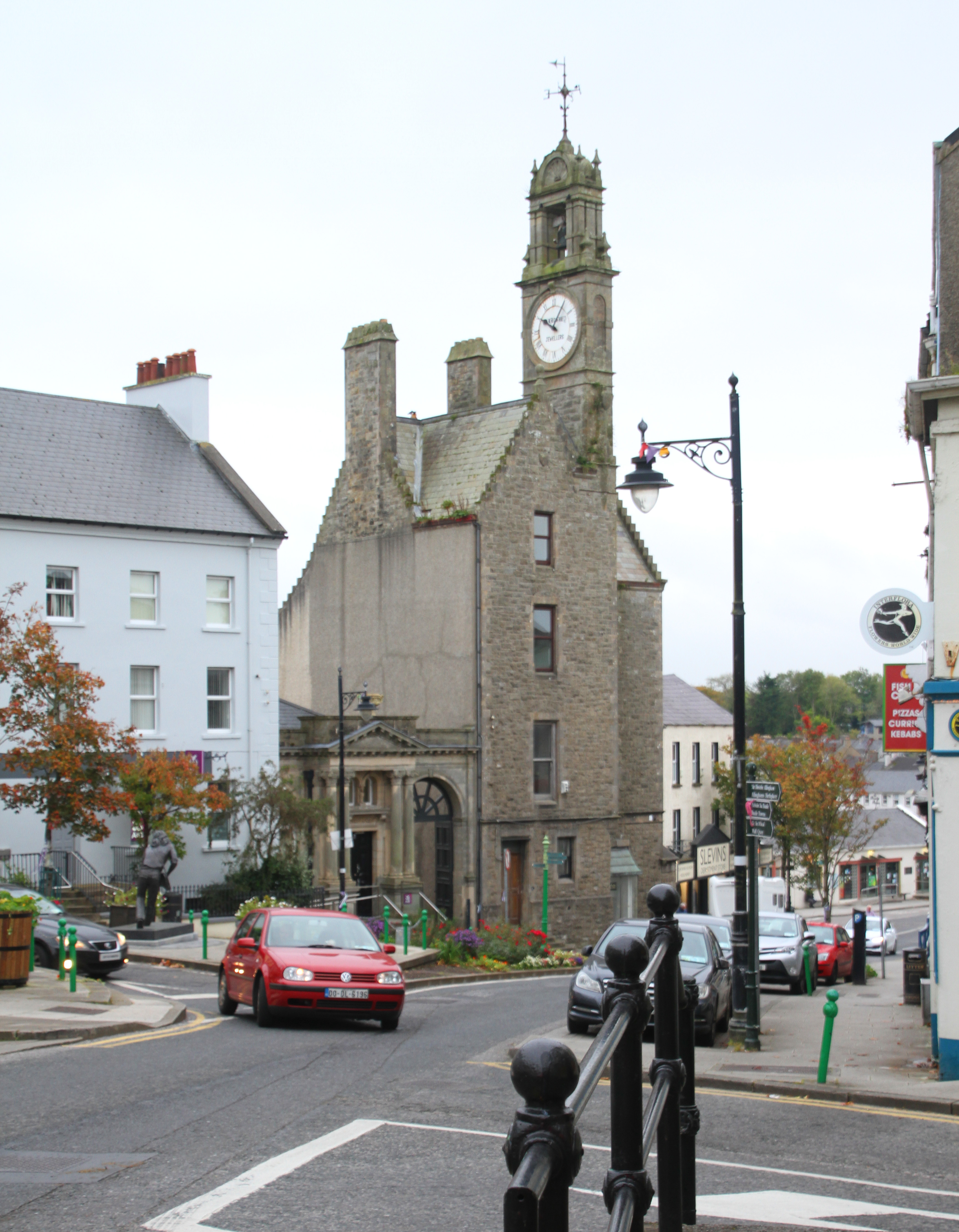
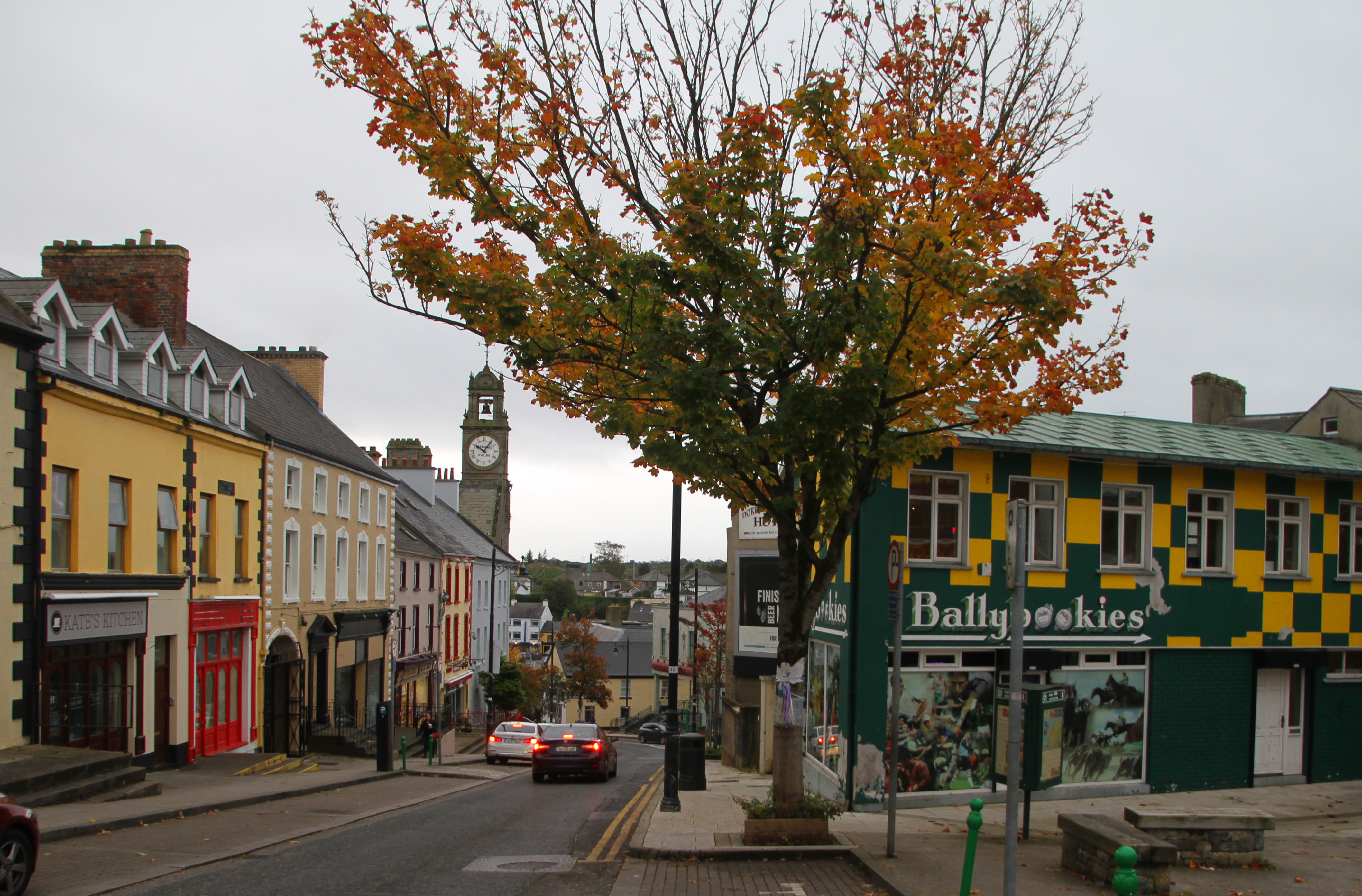
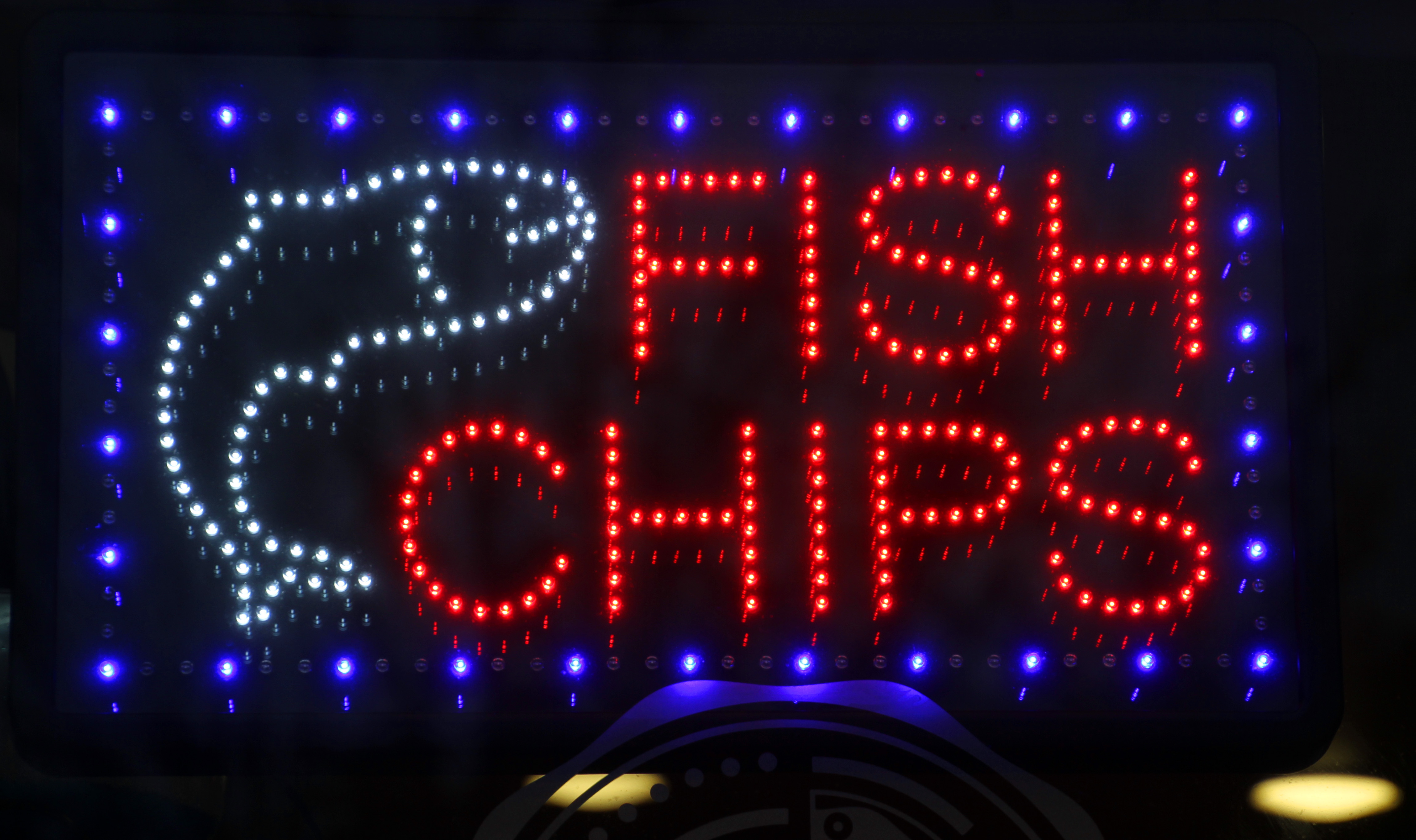
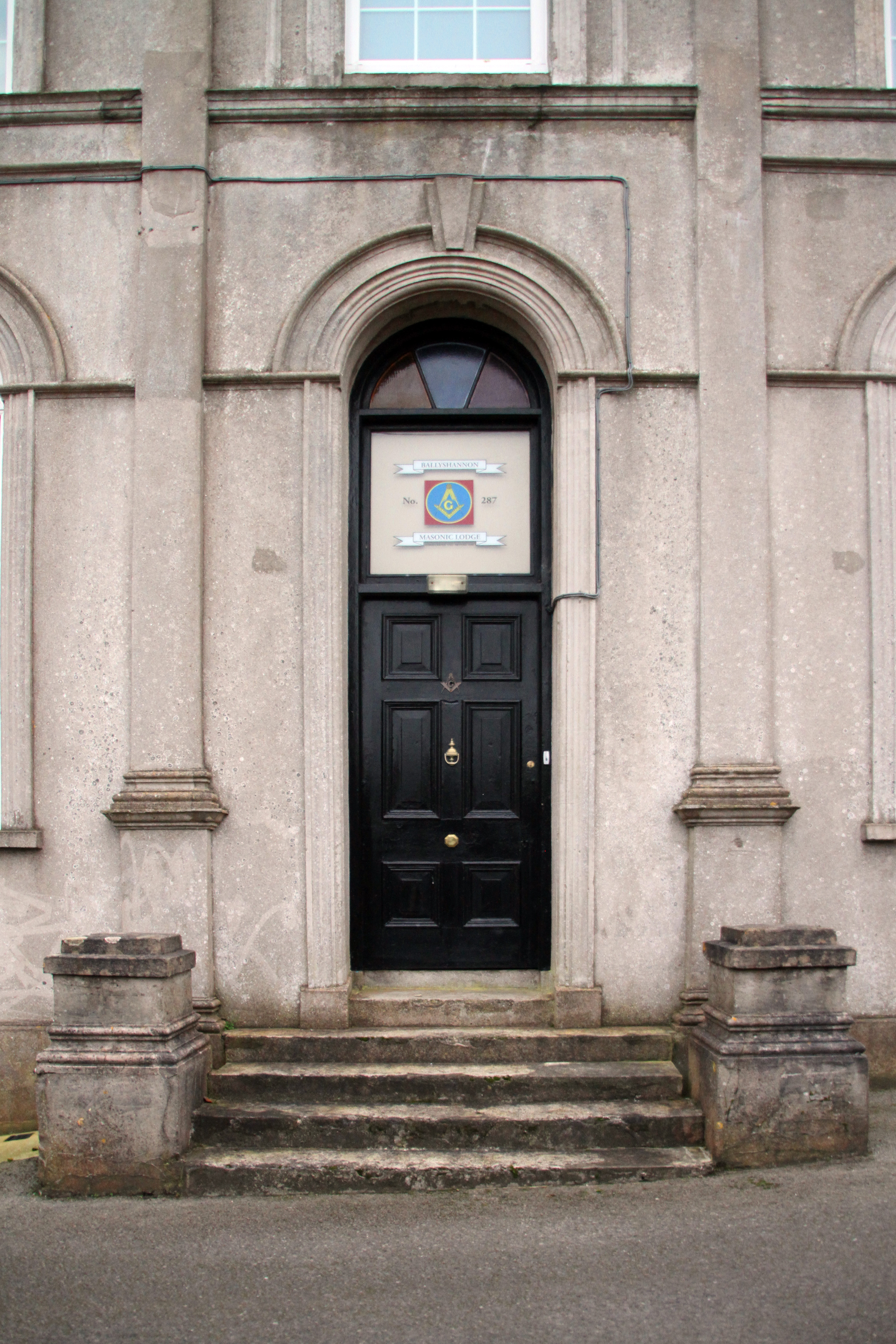
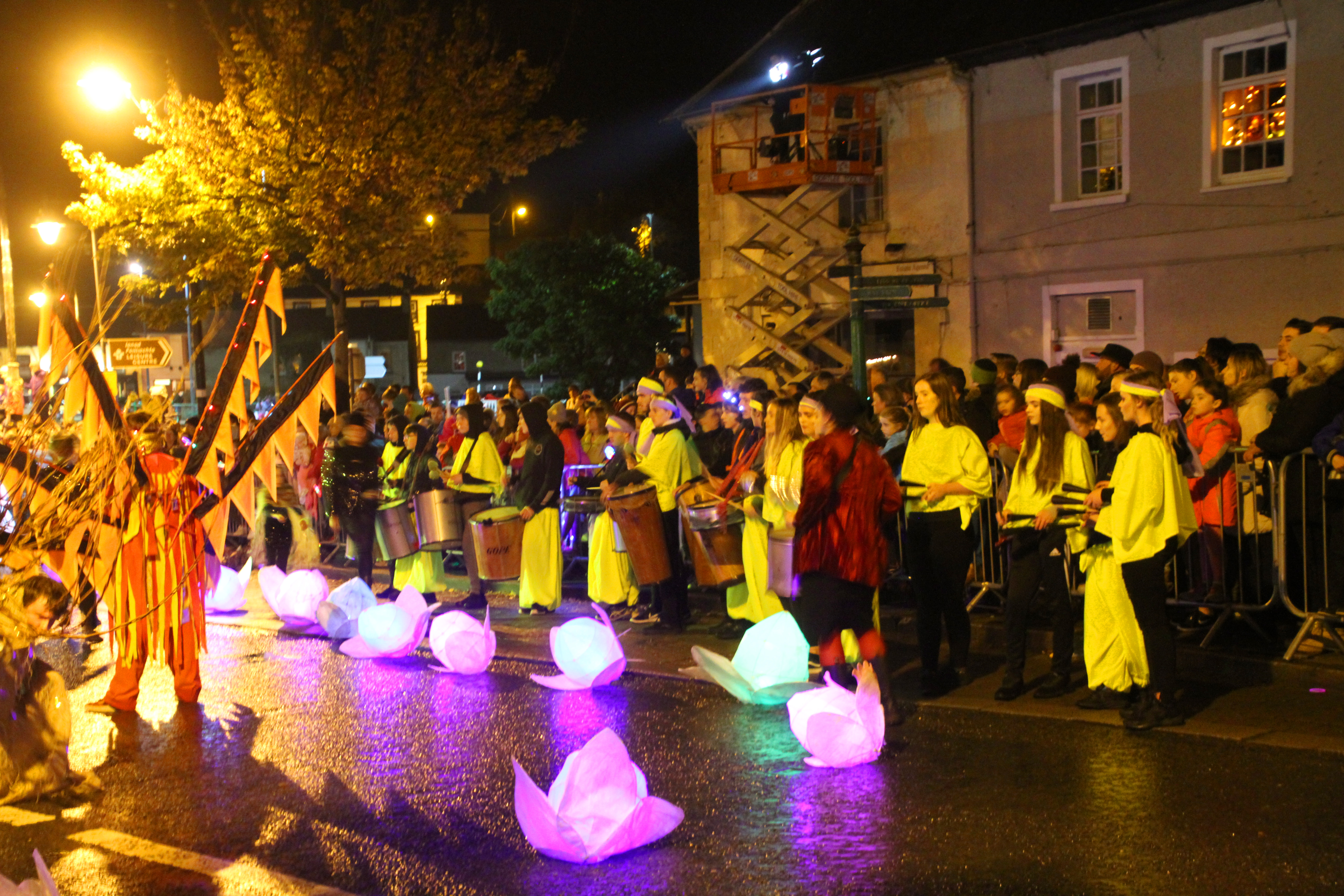
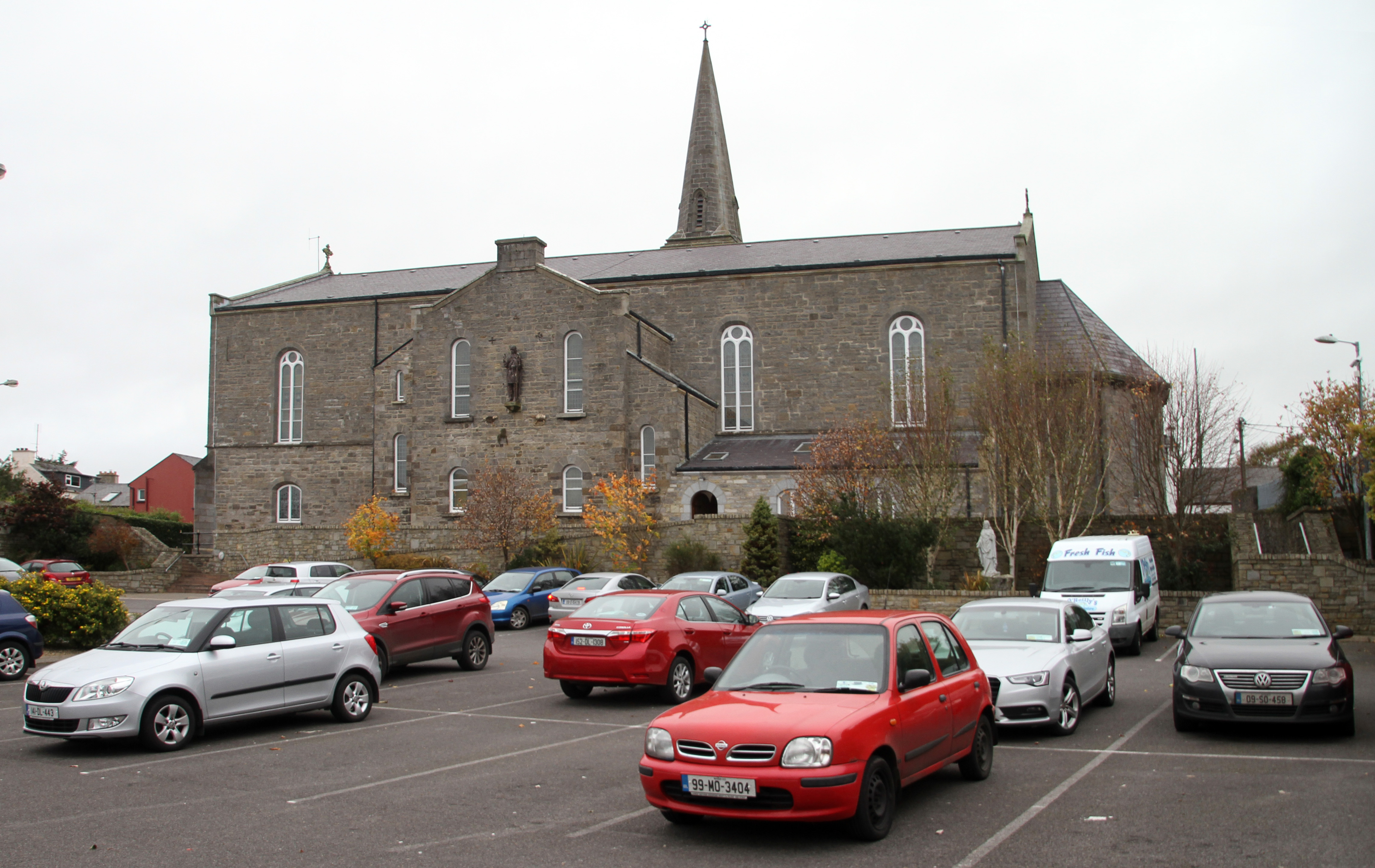
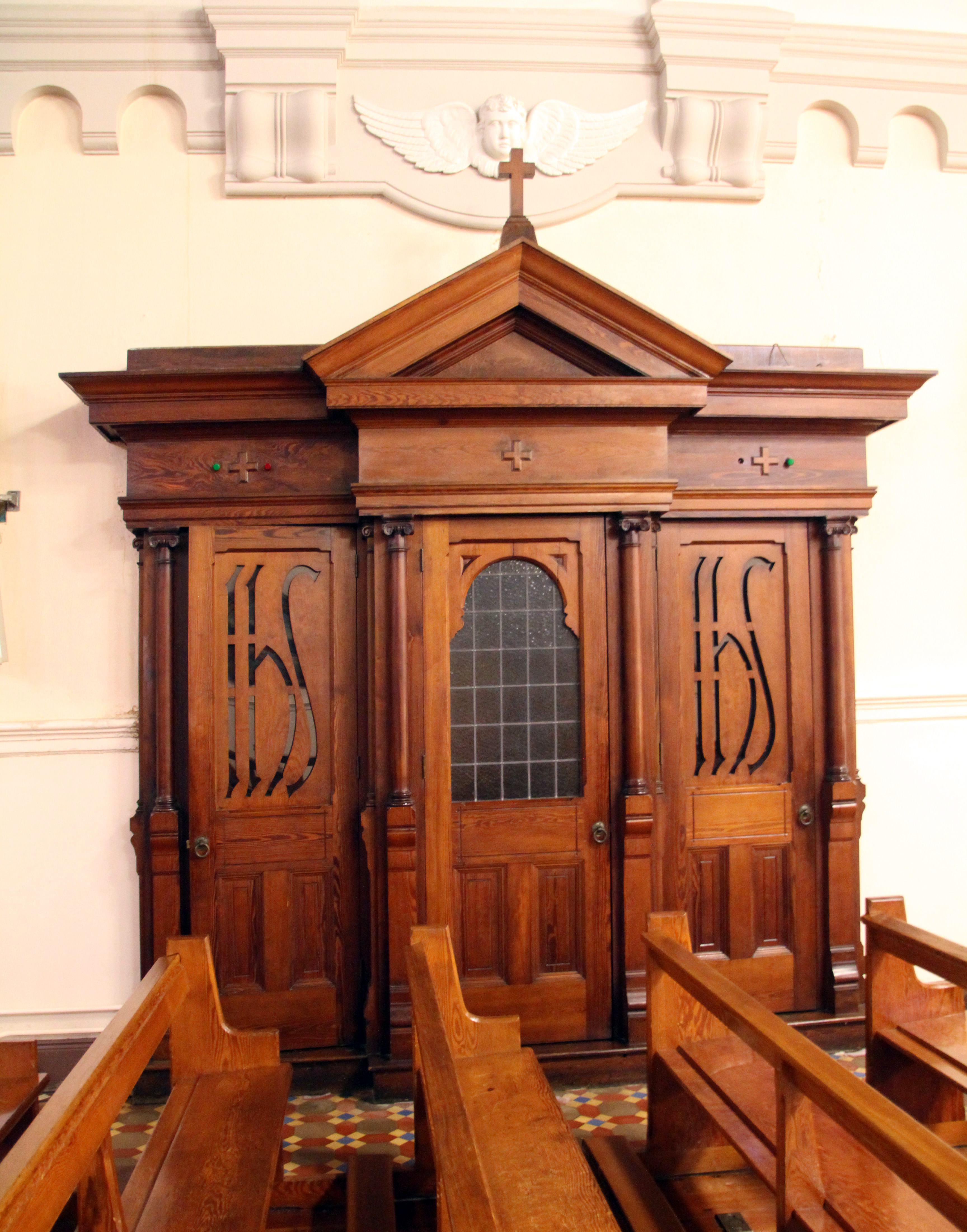
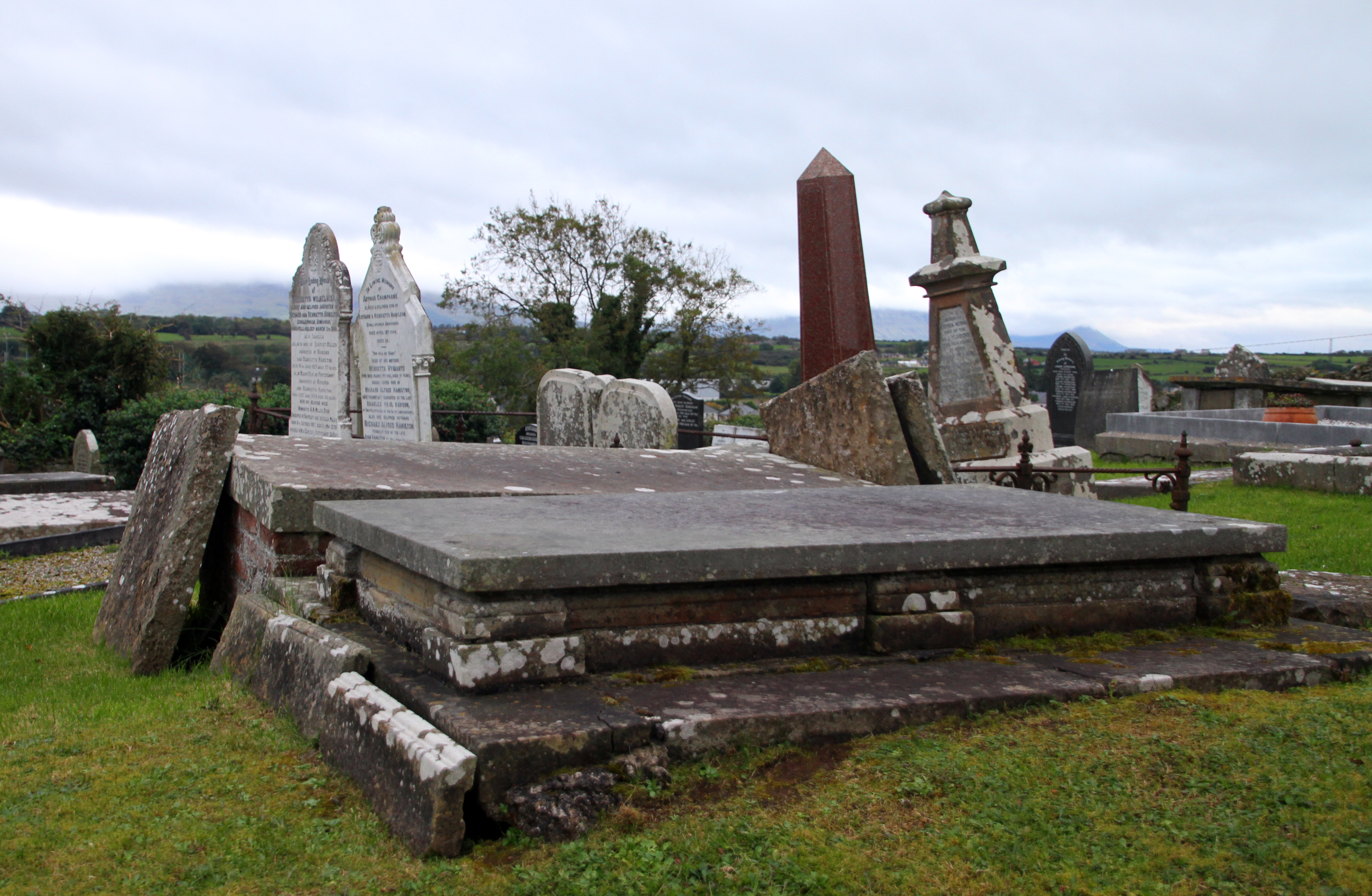

Znajduje się w miejscu, gdzie drogi N3 i N15 przecinają rzekę Erne. Ballyshannon przyciąga wielu turystów poprzez atrakcyjną lokalizację – w pobliżu nadmorskiej miejscowości wypoczynkowej Bundoran. Urodził się tutaj poeta William Allingham, jak też bluesman – Rory Gallagher.

## Miasta partnerskie
- Grenay (Pas-de-Calais)
- Séné